# Salade César
Pour les articles homonymes, voir Salade, César et Caesar.
La salade César (en anglais : Caesar salad ; en espagnol : ensalada César ; en italien : Caesar salad) est une recette de cuisine de salade composée de la cuisine américaine créée en 1924 par le chef cuisinier italo-américain Caesar Cardini dans son restaurant Caesar's de Tijuana au Mexique,,,, la salade César devient une des recettes populaires de la cuisine des États-Unis et de la restauration rapide, puis du monde entier. Il s'agit d'une association d'ingrédients à base de salade, d'œufs, de croûtons et de morceaux de poulet.

## Histoire

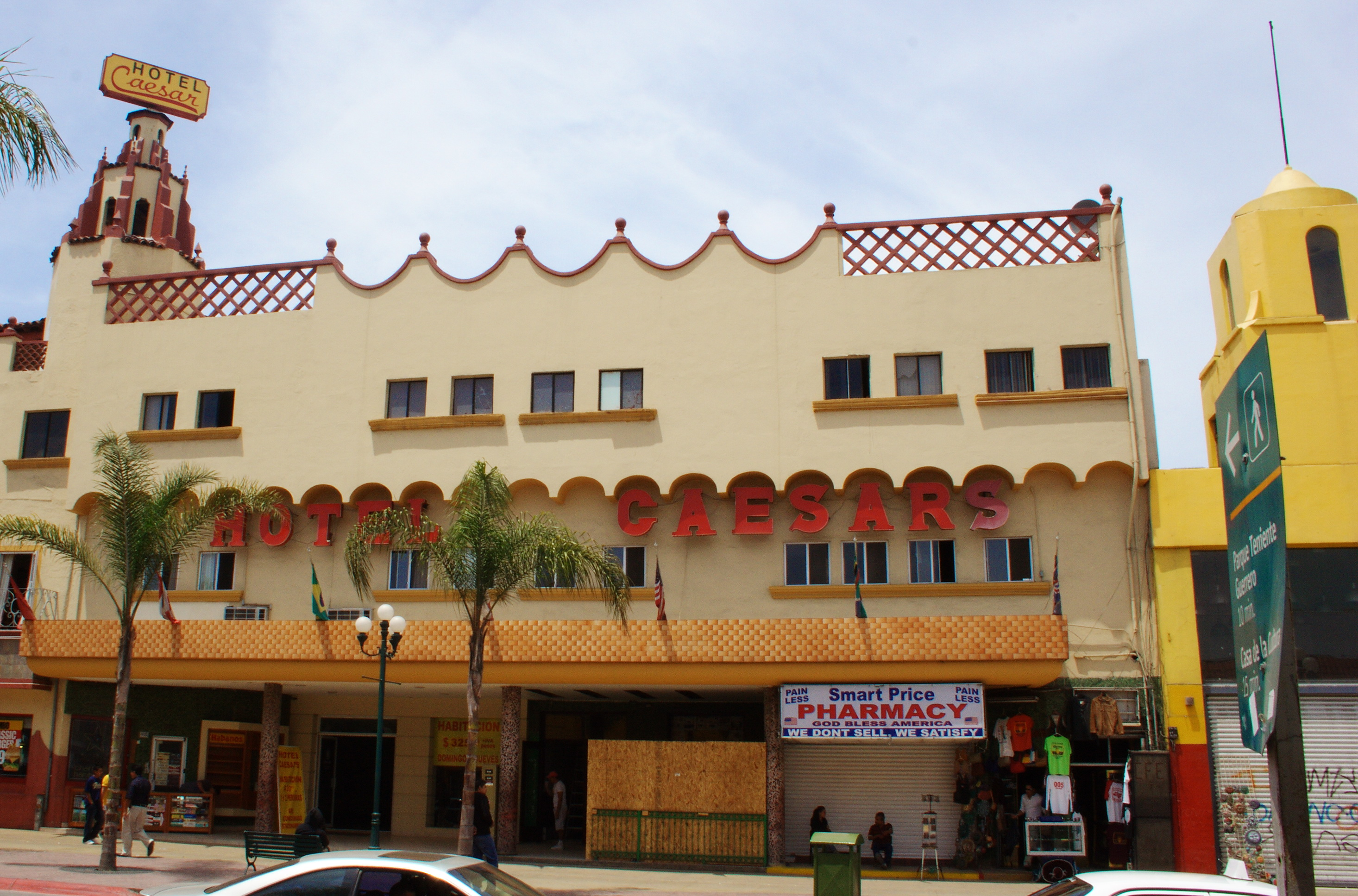
Hotel-restaurant Caesar's de Tijuana au Mexique.

Cette salade a été créée et baptisée de son prénom par Cesare Cardini (dit Caesar Cardini) restaurateur originaire de la région du lac Majeur en Italie, qui émigre vers 1918 aux États-Unis pour créer un restaurant à San Diego en Californie, avant d'établir des hôtels-restaurants Caesar's à Tijuana et à Ensenada à la frontière entre les États-Unis et le Mexique pendant l'interdiction de la vente d'alcool aux États-Unis de la prohibition (1920-1933) puis de retourner s'installer à Los Angeles vers 1935.
Il existe plusieurs variantes du récit de la création de cette recette. La plus commune, racontée par sa fille Rosa Cardini (née en 1928), donne cette création comme le résultat d'une rupture d’ingrédients au restaurant alors que les clients étaient très nombreux, le Jour de l'Indépendance des États-Unis du 4 juillet 1924. Son père improvise alors sa salade César qui connaît un succès immédiat. Elle s'inspire d'une recette familiale de cuisine italienne de son enfance, avec les ingrédients disponibles en cuisine. Débordé par le nombre de clients, il prépare ses salades sur le côté des tables d'une façon spectaculaire qualifiée de « à la César », ce qui rend son plat immédiatement populaire et célèbre. La paternité de cette salade est également revendiquée par de nombreux autres cuisiniers dont Giacomo Junia (Chicago, en 1903), Livio Santini (qui avait travaillé dans la cuisine de Caesar et qui racontait avoir préparé cette salade à la façon de sa mère, en 1925), Paul Maggiora (partenaire de Cardini, en 1927), Alex (Alessandro, partenaire de son frère Cesare à Tijuana).

Quelques salades César et variantes
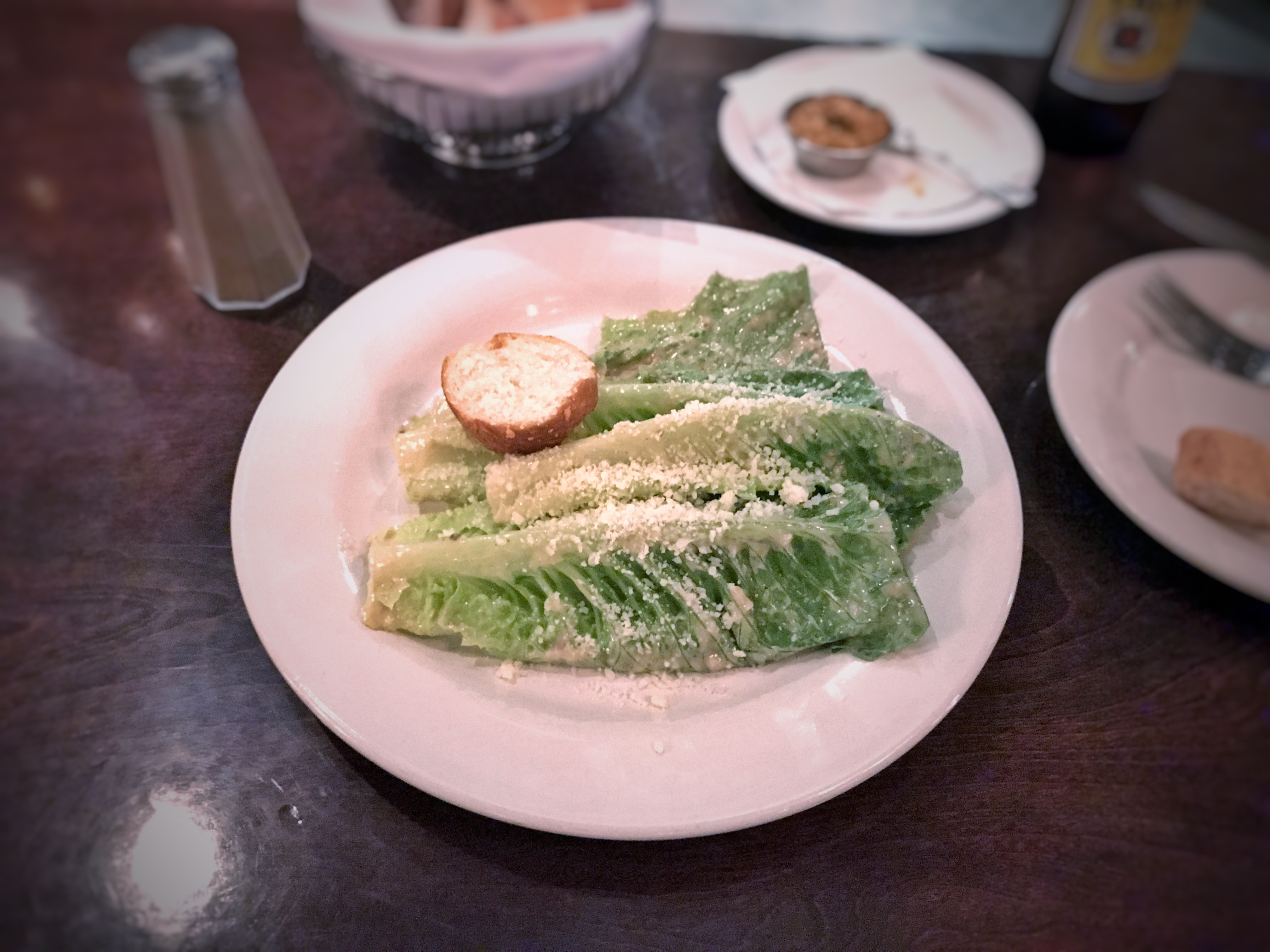
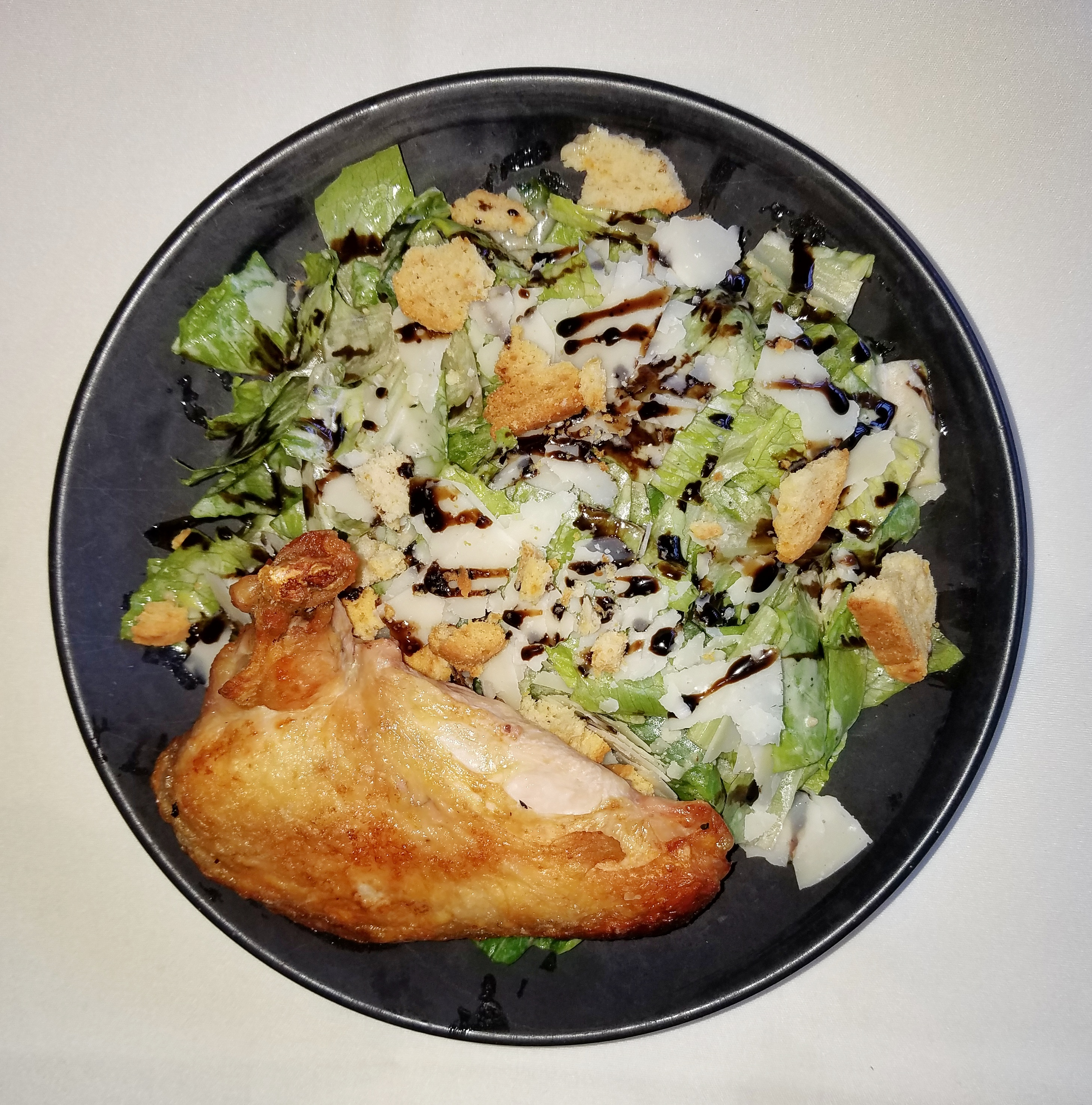
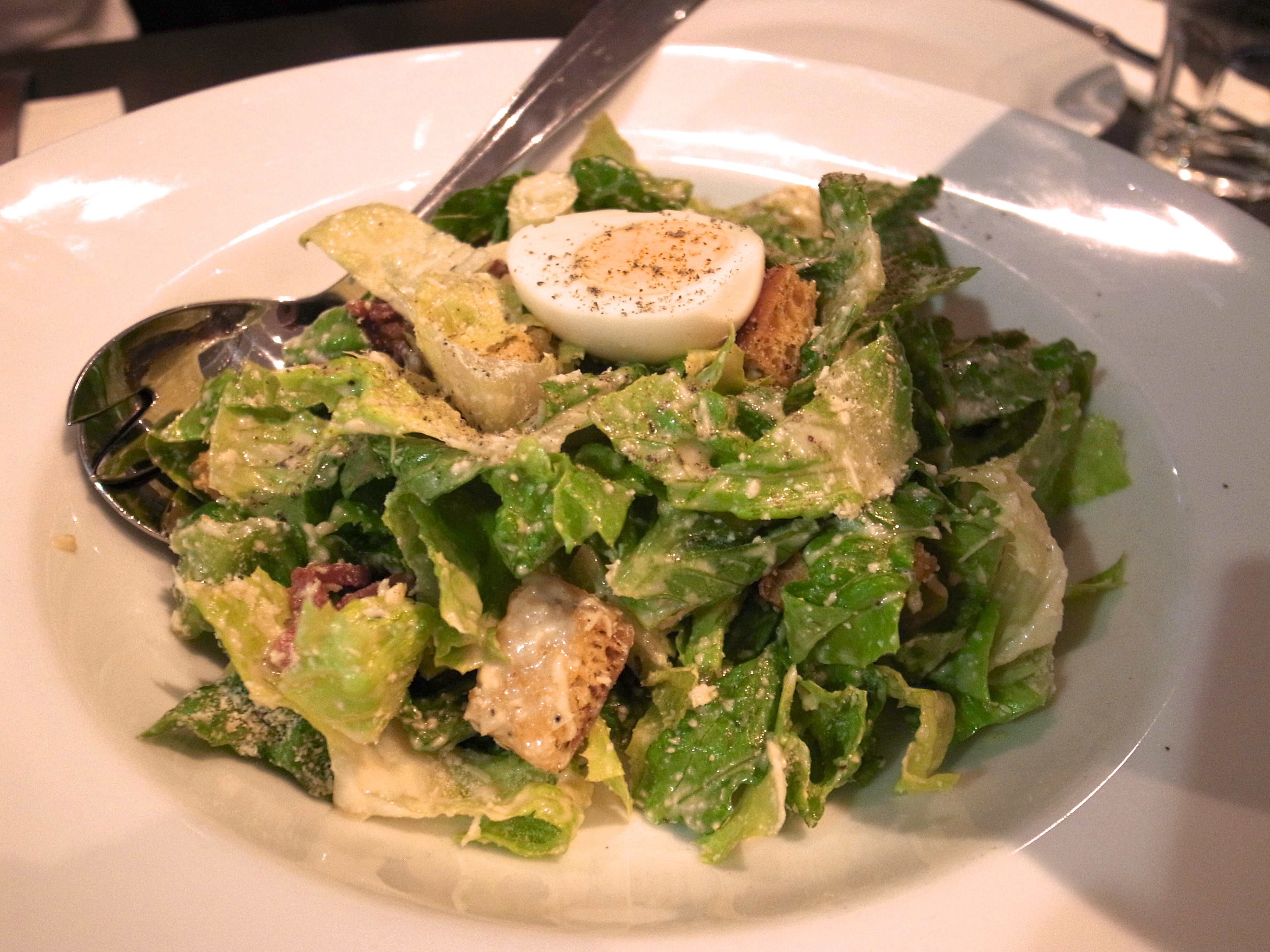
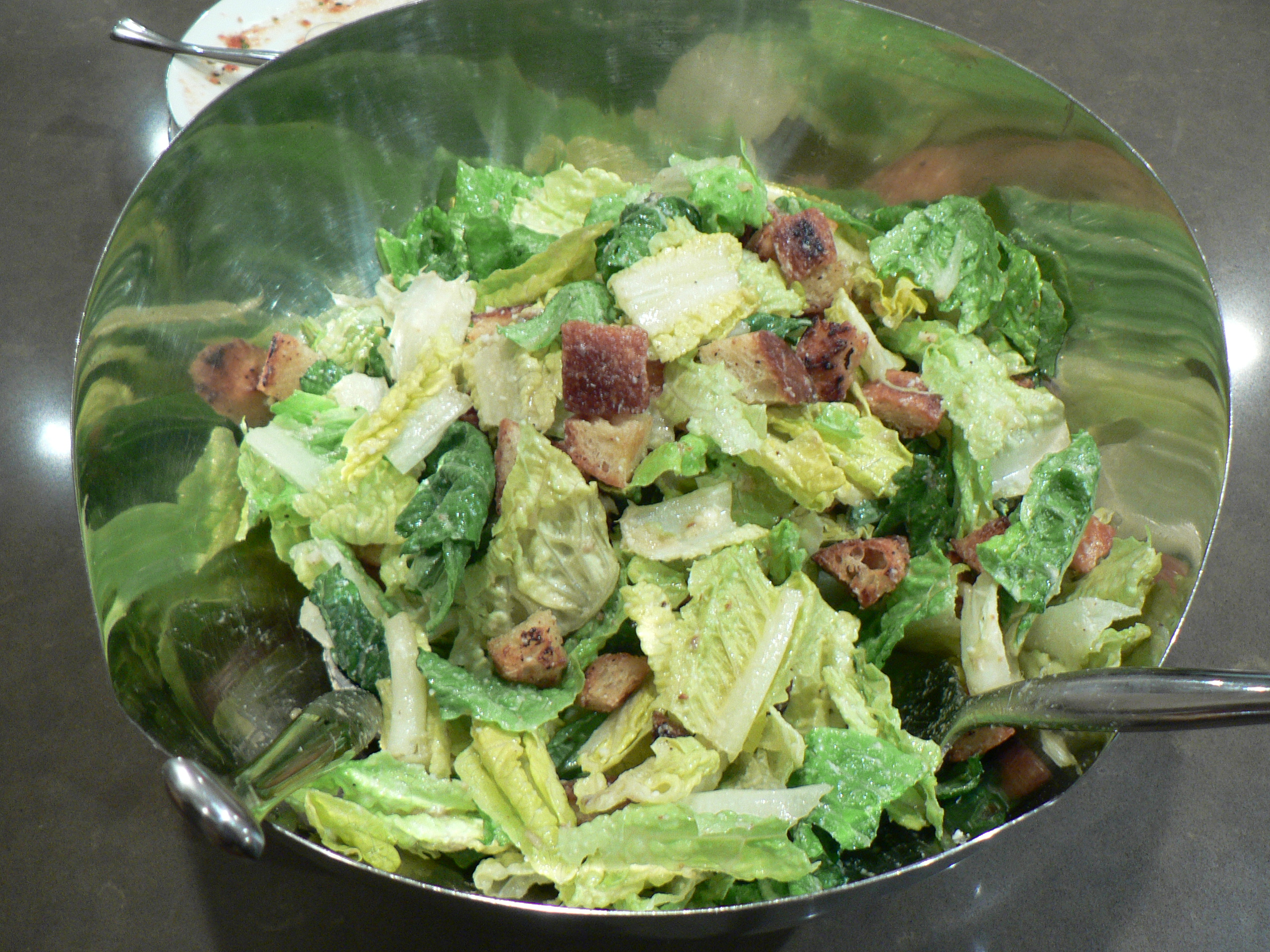
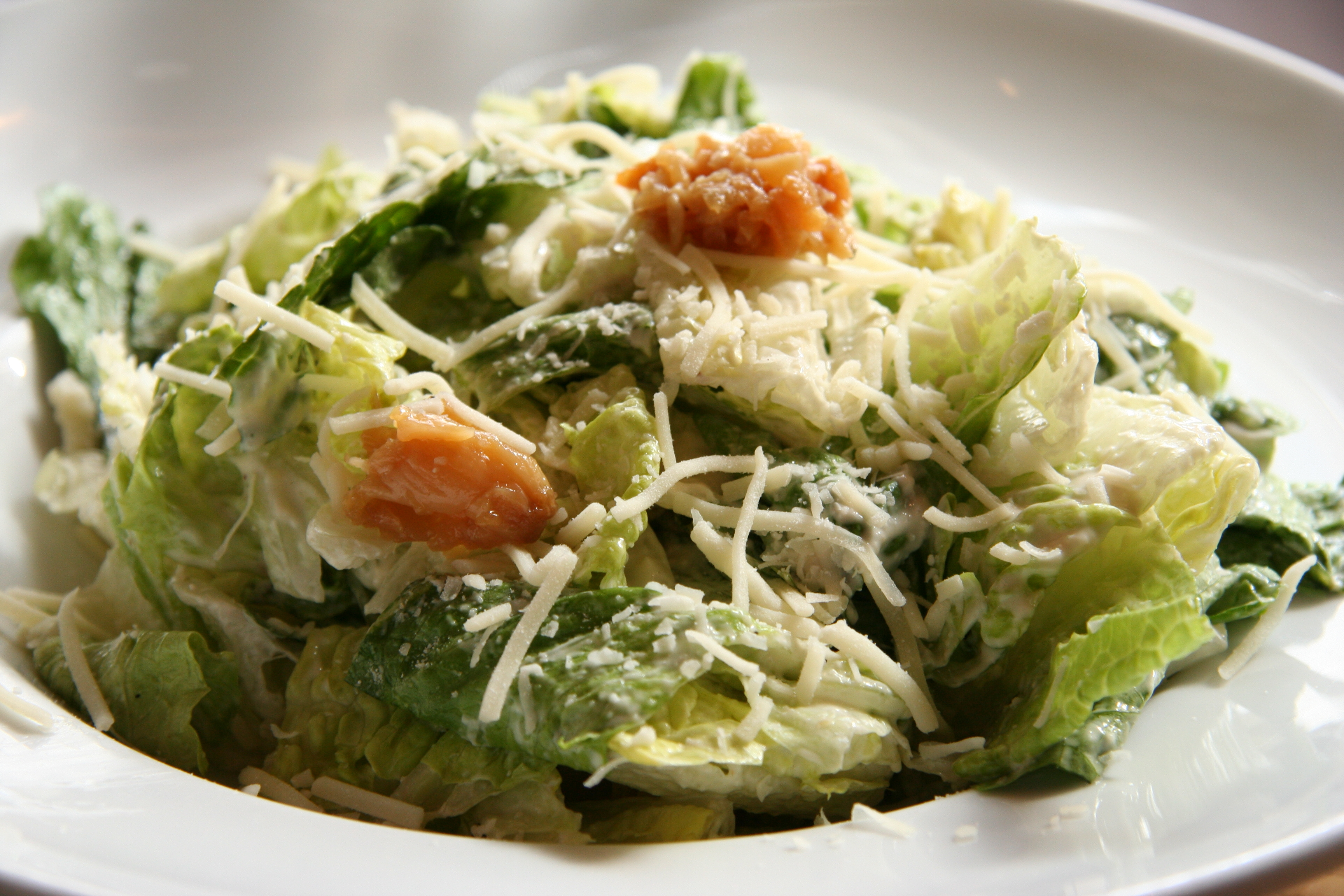
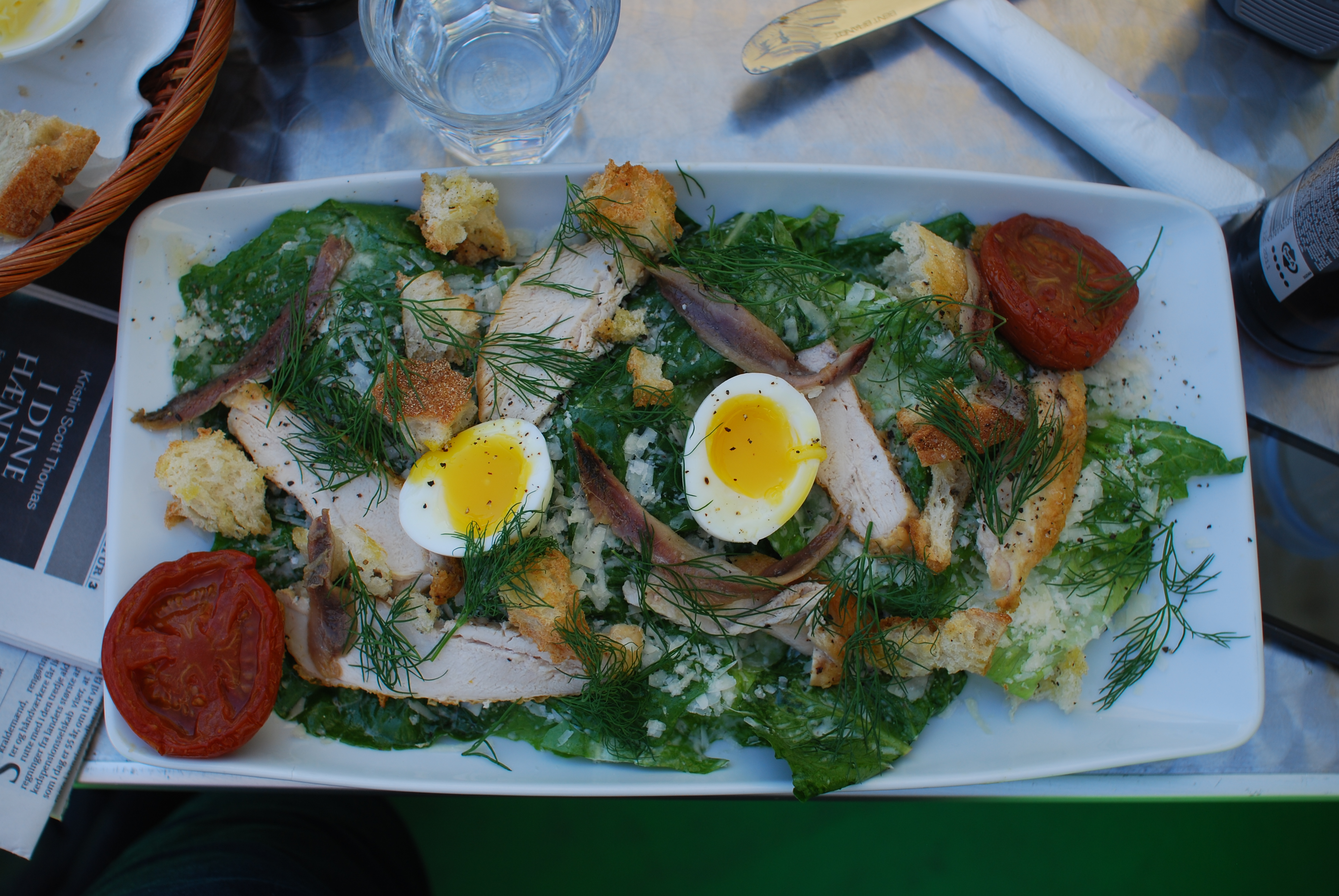
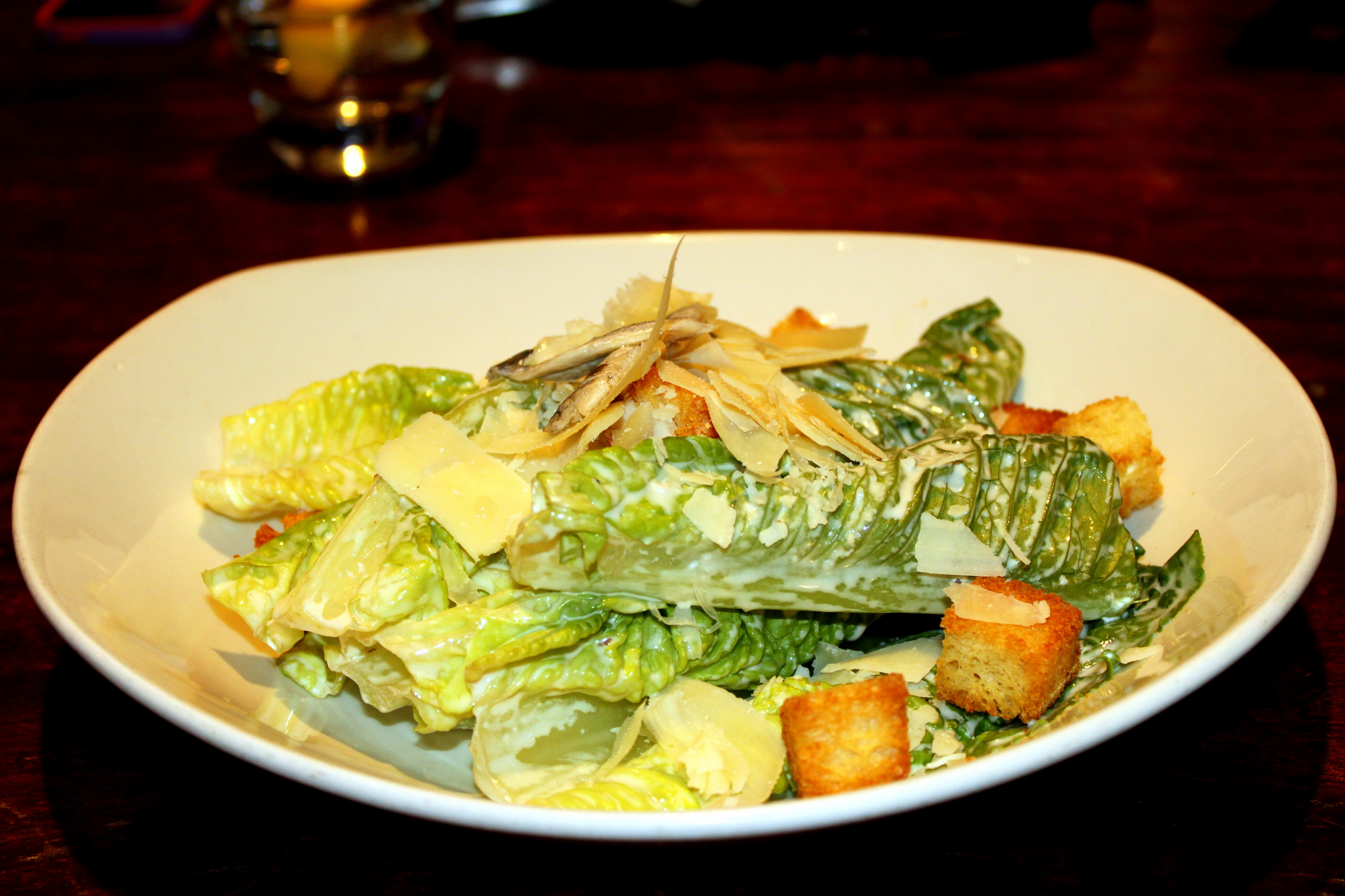
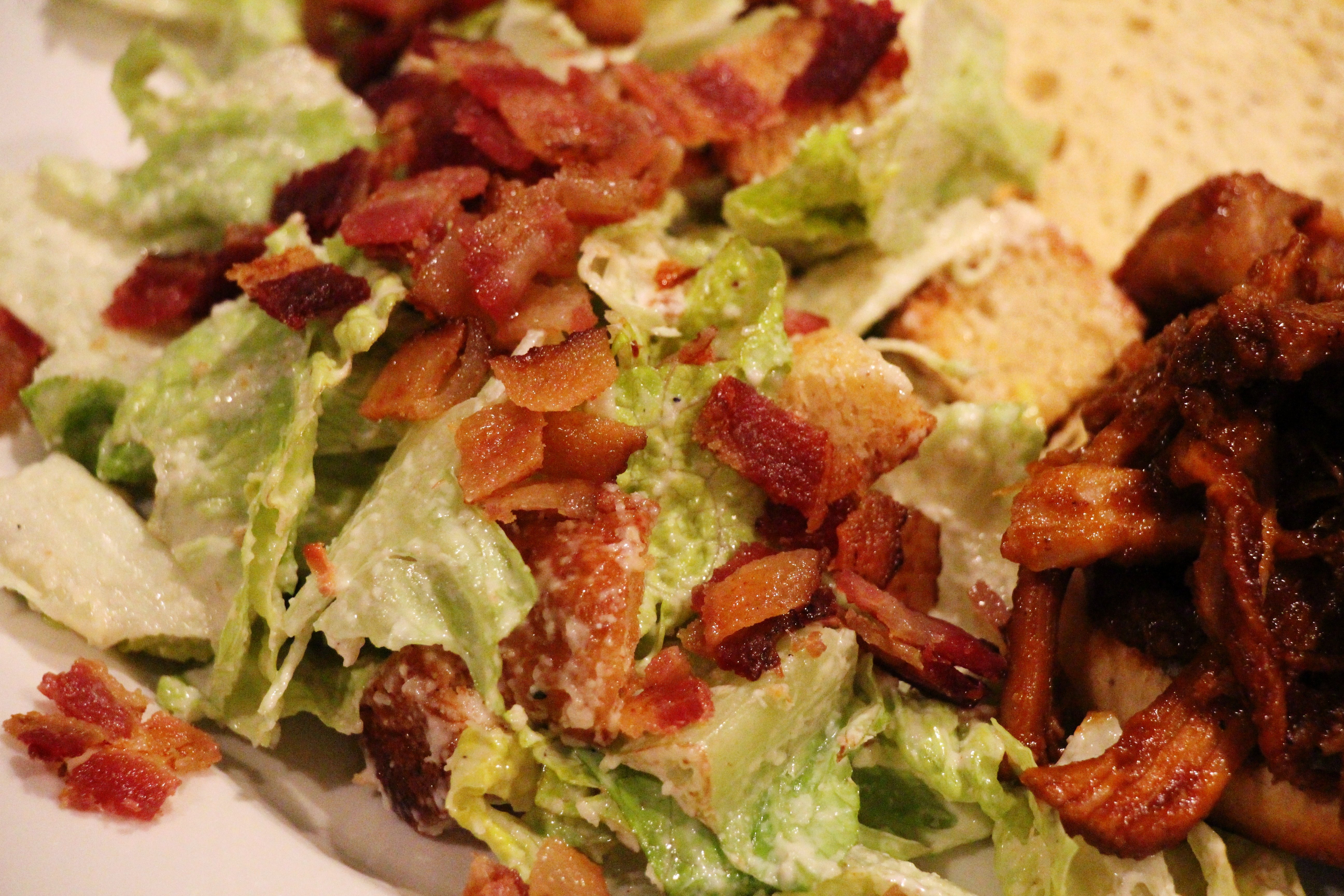
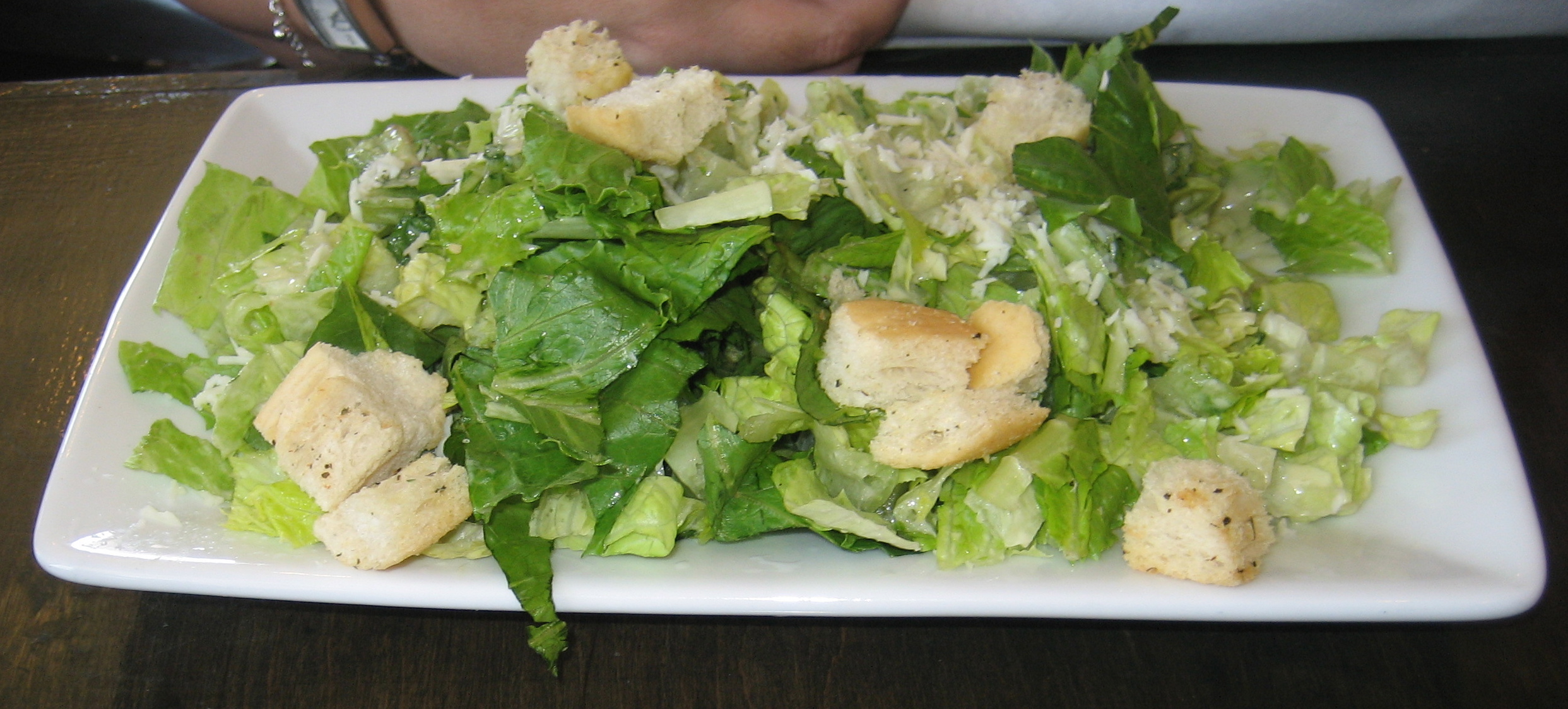
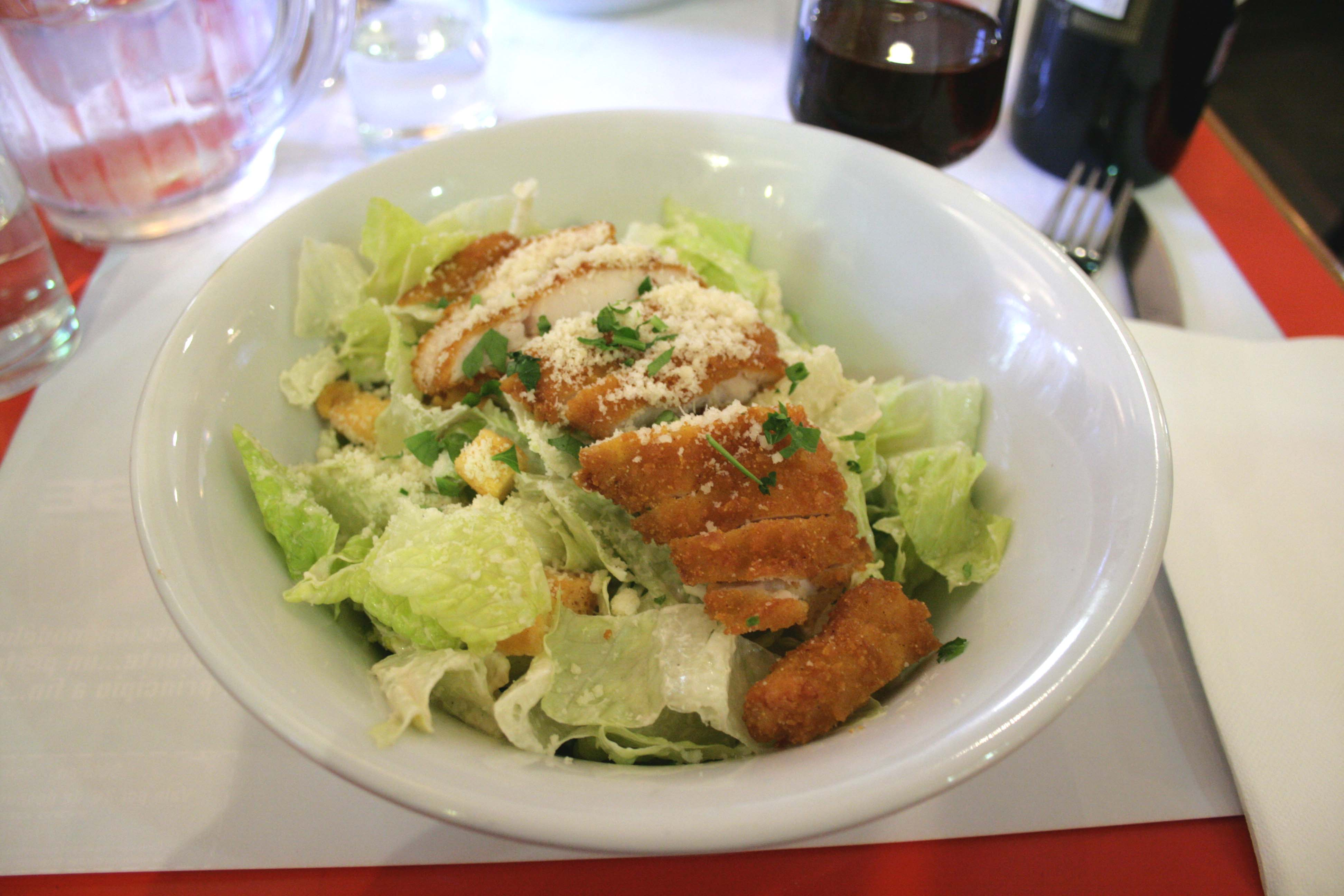
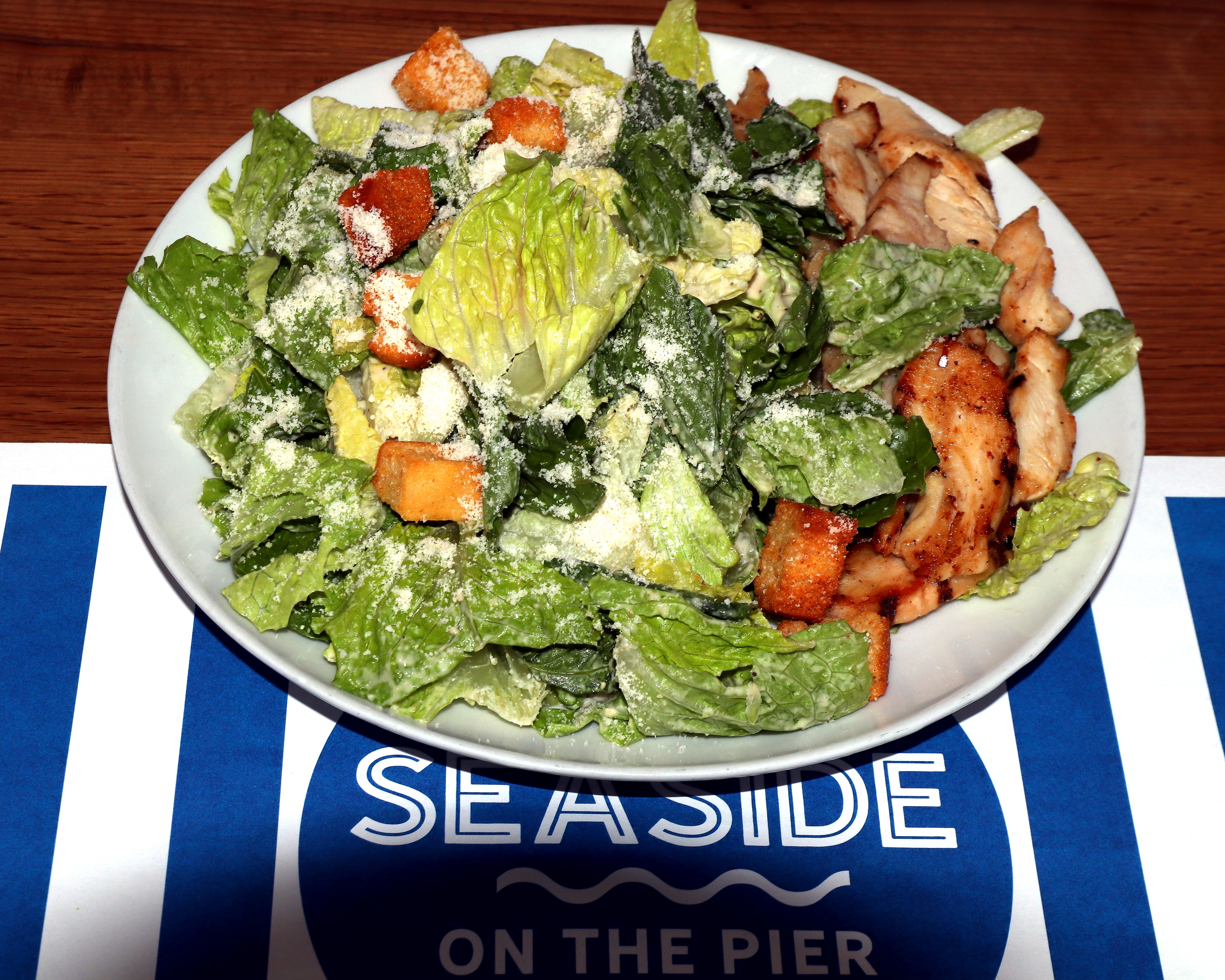

Indissociable de la salade, la sauce César est obtenue par mixage de plusieurs ingrédients : œuf, ail, parmesan, anchois, crème, huile, vinaigre... 
La famille Cardini dépose en 1948 la marque américaine de sa recette originelle de sauce César en bouteille « Sauce César américaine Cardini's » (Cardini's Original Caesar Dressing) toujours disponible à ce jour à la vente en grande distribution, suivie de nombreuses variantes et déclinaisons et autres marques concurrentes. Le restaurant mexicain Caesar's de Tijuana est encore en activité avec la recette originale à son menu.

### Recette originale
Ingrédients originaux :
| - laitue romaine (feuilles entières) ; - croûtons à l'ail, pain à l'ail ; - jus de citron ; - huile d'olive (ou, plus exactement, huile d'olive à l'ail) ; - parmesan (Parmigiano Reggiano) ; - œufs durs ou mollets (la recette initiale comporte un œuf cru, non retenue pour raisons sanitaires ou hygiénistes) ; - sel, poivre noir ; - sauce Worcestershire. | Les ingrédients suivants peuvent également être ajoutés : - ail ; - moutarde ; - Grana Padano (peut remplacer le parmesan) ; - anchois, pâte ou filets. La recette originelle n’en avait pas, sa légère senteur d’anchois provenait de la sauce Worcestershire. La majorité des recettes modernes contiennent des anchois, en morceaux ou en pâte, même la vinaigrette. |

Les variantes contemporaines peuvent aussi contenir des avocats, des tomates, des oignons, des câpres, des lardons et même du poulet, du saumon, des crevettes, grillées ou non.